# Viveros
Viveros er en by og kommune i det sydøstlige Spanien i provinsen Albacete. Den har et indbyggertal på 305 (2024) indbyggere.